# Capens
Capens és un municipi occità de Volvestre, al Llenguadoc, situat a la regió d'Occitània, departament de l'Alta Garona.
Municipi de l'àrea urbana de Tolosa situada a la plana toulousaine de la Garona, a 35 km al sud de Tolosa. Forma part també de la unitat urbana de Longages i del País del Sud Toulousain.

## Municipis limítrofs

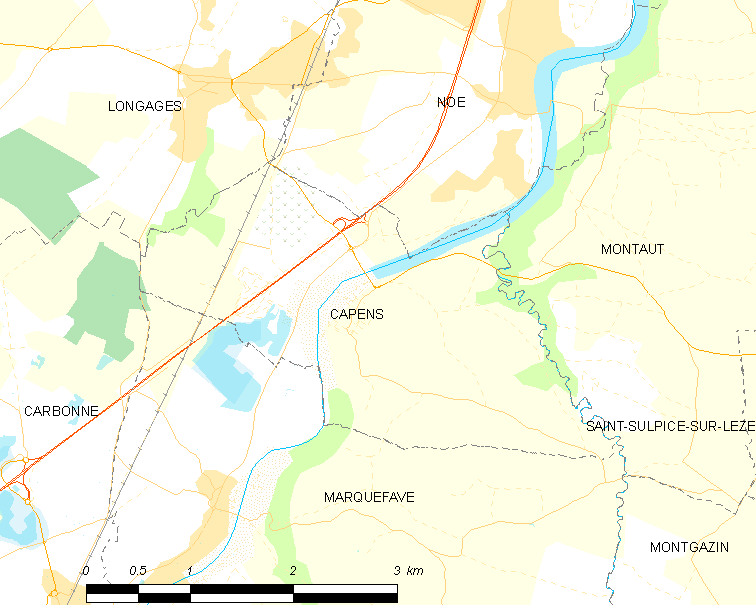
Municipis veïns

Municipi situat a la Garona a la seva confluència amb l'Aunat, que serveix de límit amb el municipi de Montaut.

## Geologia i relleu
El municipi de Capens s'estableix a la primera terrassa de la Garona, a la part del marge esquerre, i el marge dret s'enfonsa per un fort pendent que entra profundament a la melassa de l’ era terciària.
La superfície del municipi és de 677 ha ; la seva altitud varia de 174 a 290 metres.

## Tipologia
Capens és un municipi rural, perquè forma part dels municipis amb poca o molt poca densitat, dins del significat de la quadrícula de densitat municipal d’ INSEE. Pertany a la unitat urbana de Longages, una aglomeració intra-departamental que agrupa 3 communes i 6 641 habitants el 2017, dels quals és municipi suburbà,.
A més, el municipi forma part de la zona d’atracció de Tolosa de Llenguadoc, de la qual és municipi de la corona. Aquesta àrea, que inclou 527 communes, es classifica en àrees de 700 000 habitants o més (excepte París),.

## Ocupació dels terres

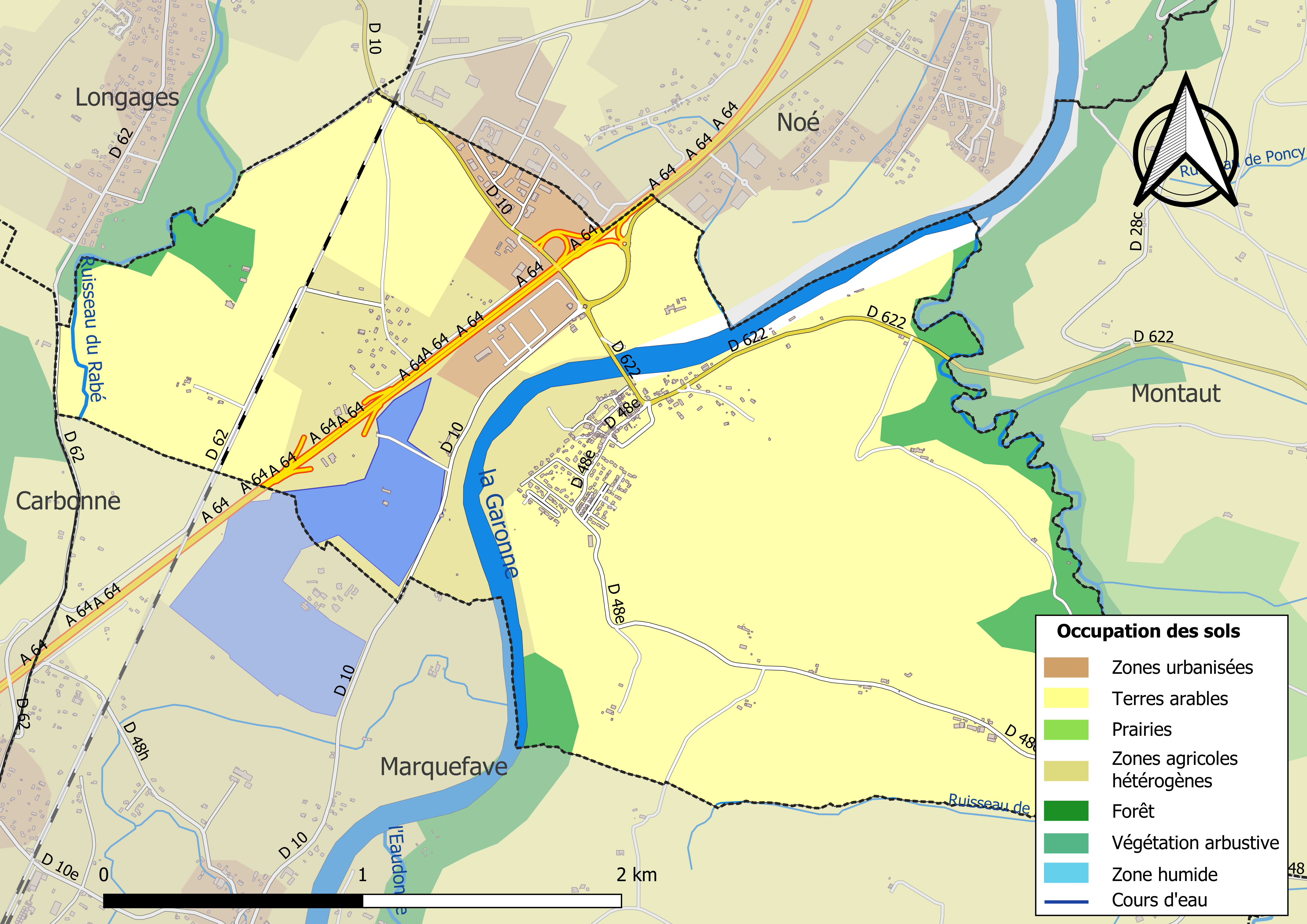
Mapa de les infraestructures i de l'ocupació dels terres del municipi l'any 2018 (CLC).

L’ús del sòl del municipi, tal com es desprèn de la base de dades europea d’ús biofísic del sòl Corine Land Cover (CLC), està marcat per la importància de les terres agrícoles (70,9 % el 2018), però una disminució respecte al 1990 (90,8%) %). El desglossament detallat del 2018 és el següent : terres cultivables (58,3 %), aigües continentals (12.6 %), zones agrícoles heterogènies (12 %), boscos (6,6 %), zones urbanitzades (5,5 %), zones industrials o comercials i xarxes de comunicació (4,5 %), prats (0,6 %).
L'IGN met par ailleurs à disposition un outil en ligne permettant de comparer l’évolution dans le temps de l’occupation des sols de la commune (ou de territoires à des échelles différentes). Plusieurs époques sont accessibles sous forme de cartes ou photos aériennes : la carte de Cassini (Plantilla:S-), la carte d'état-major (1820-1866) et la période actuelle (1950 à aujourd'hui).